# Jonathan Swift
Jonathan Swift (født 30. november 1667, død 19. oktober 1745) var en irsk-britisk forfatter, der først og fremmest er berømt for sin roman Gullivers rejser (Gulliver's Travels) fra 1726.
Swift betegnes som en af de ypperste satiriske prosaister inden for det engelske sprog, selv om han også er kendt for poesi, essays og samfundskritiske pamfletter. Swift frygtede ofte for repressalier for sine skrifter og udgav derfor mange af dem anonymt eller under pseudonym.

## Citater
- Da man ikke spiser mennesker, har det intet formål at slagte dem. (As people are not eaten, butchering them is of no use.) [1]